# Martin Gjoka
Martin Gjoka (ur. 2 kwietnia 1890 w Barze, zm. 3 kwietnia 1940 w Szkodrze) – albański kompozytor i franciszkanin.

## Życiorys
W 1905 roku ukończył gimnazjum franciszkańskie w Szkodrze, gdzie uczył się również grać na fortepianie, skrzypcach i flecie.
W 1912 roku ukończył studia teologiczne na Uniwersytecie w Salzburgu (Austro-Węgry).
W 1913 roku wrócił do Szkodry, gdzie był nauczycielem w szkole podstawowej, a następnie w gimnazjum.
W 1917 roku założył miejski zespół wokalno-instrumentalny, a następnie szkolną orkiestrę dętą w gimnazjum, w którym był nauczycielem.

## Utwory[3]
- Album na harmonium (1913-1920)
- Juda Makishta (1915-1917)
- Obywatel Albanii (1915-1917)
- Dwa kwiaty na grobie Skanderbega (1919/1922)[2]
- Rapsodia o albańskich pieśniach ludowych (1922)